# Rhexocercosporidium panacis
Rhexocercosporidium panacis är en svampart som beskrevs av Reeleder 2007. Rhexocercosporidium panacis ingår i släktet Rhexocercosporidium, ordningen disksvampar, klassen Leotiomycetes, divisionen sporsäcksvampar och riket svampar.   Inga underarter finns listade i Catalogue of Life.